# 키드 니콜스
찰스 아우구스투스 "키드" 니콜스(Charles Augustus "Kid" Nichols, 1869년 9월 14일 ~ 1953년 4월 11일)는 미국의 전 프로 야구 선수이자 감독으로, 1890년대와 1900년대에 메이저 리그 베이스볼(MLB)에서 우완 투수로 활약하였다. 15시즌 동안 보스턴 비니터스, 세인트루이스 카디널스, 필라델피아 필리스에서 뛰었다. 통산 621경기에 출전해 50671⁄3이닝을 던지며 361승 208패, 532완투, 48완봉, 2.96의 평균자책점을 기록했다. 1949년 야구 명예의 전당에 입성했다.